# Гостиняк Степан
Гостиняк Степан (1941) — український поет, перекладач.

## З біографії
Народ. 20 вересня 1941 р. у с. Гуменський Рокитів (Пряшівщина). Середню освіту здобув у Міжлабірцях, вищу — на філософському факультеті університету ім. Шафарика (1964, Пряшів).
Працює в Музеї української культури в Свиднику.

## Творчий доробок
Автор поетичних збірок «Пропоную вам свою дорогу» (1965),
«Лише двома очима» (1967), «Вірші» (1972), «Букет» (1979),
«Сейсмограф» (1982), «Анатомія другого обличчя» (1987), упорядник антології дитячої поезії «Квіти
з перелогу» (1988).
Окремі видання:
- Гостиняк С. Вірші // Поезія-90. — К.: Радянський письменник,1990. — Вип. 2. — С.87-89.
- Гостиняк С. Вірші // Поза традиції. Антологія української модерної поезії в діаспорі. — Київ, Торонто, Едмонтон, Оттава, 1993. — С.333-342.